# E.T. l'extra-terrestre : Le 20e anniversaire
Pour les articles homonymes, voir E.T. l'extra-terrestre (homonymie).
E.T. l'extra-terrestre : Le 20e anniversaire (E.T. Interplanetary Mission ou E.T. The Extra-Terrestrial: The 20th Anniversary) est un jeu vidéo développé par New Kid Co et édités par Ubisoft à partir de 2002 sur Windows, PlayStation et Game Boy Advance. Il est sorti pour le vingtième anniversaire de la sortie du film E.T. l'extra-terrestre en 2002.

## Accueil
- AllGame : 3,5/5 (PC)[1]
- GameZone : 7,2/10[2]
- Jeuxvideo.com : 6/20 (PS)[3] - 4/20 (GBA)[4]